# Nifurtoinol
Nifurtoinolul este un chimioterapic antimicrobian din clasa derivaților de nitrofuran și este utilizat în tratamentul infecțiilor de tract urinar. Este un derivat al nitrofurantoinei, fiind de aceea denumit și „hidroximetilnitrofurantoină”.